# Tuława (rejon witebski)
Tuława (biał. Ту́лава, ros. Тулово) – agromiasteczko (do 2008 roku wieś) na Białorusi, w obwodzie witebskim, w rejonie witebskim, 7 km na wschód od Witebska, nad rzeką Wićba.

## Historia
W pobliżu miejscowości pod koniec 1941 roku Niemcy rozstrzelali do 20 tys. Żydów. Miejsce upamiętnia pomnik.